# Gertrud Björkman
Gertrud Björkman, född 1956, är en svensk volleybollspelare. Hon spelade 85 landskamper i inomhusvolleyboll, vilket gör henne till en av svensk damvolleybolls mer meriterade spelare. Med Värnamo FK och Sollentuna VK blev hon svensk mästare elva gånger.